# Paspalum nelsonii
Paspalum nelsonii är en gräsart som beskrevs av Mary Agnes Chase. Paspalum nelsonii ingår i släktet tvillinghirser, och familjen gräs. Inga underarter finns listade i Catalogue of Life.